# Tom Hitchcock
Thomas Joseph Hitchcock (Hemel Hempstead, 1 oktober 1992) is een Engels professioneel voetballer die doorgaans speelt als spits. In juli 2022 verruilde hij Cambridge City voor Bedford Town.

## Carrière
Hitchcock kwam in de jeugdopleiding van Blackburn Rovers terecht, toen zijn vader, Kevin Hitchcock, oud-doelman van onder meer Chelsea, daar keeperstrainer was. Door Blackburn werd hij verhuurd aan Plymouth Argyle en op 2 februari 2012 werd zijn contract in onderling overleg ontbonden. Een maand later, op 4 maart, tekende de aanvaller echter alweer bij Queens Park Rangers. Aldaar maakte hij zijn debuut op 17 augustus 2013, toen hij voor Bobby Zamora inviel tijdens de wedstrijd tegen Ipswich Town. In de laatste minuut scoorde Hitchcock de enige goal van de wedstrijd.
Na dit hoogtepunt werd hij drie maal achtereenvolgens verhuurd; aan Bristol Rovers, Crewe Alexandra en Rotherham United. In de zomer van 2014 vertrok Hitchcock bij QPR en hierop ondertekende hij een contract voor drie seizoenen bij MK Dons. Opnieuw werd hij driemaal verhuurd, aan Fleetwood Town, Stevenage en Crewe Alexandra. In de zomer van 2016 werd de verbintenis van de aanvaller in onderling overleg ontbonden.
Een halfjaar later sloot Hitchcock zich aan bij Boreham Wood, waar hij een contract ondertekende tot het einde van het seizoen. Na afloop van deze verbintenis liet hij de club achter zich. Na periodes bij Chelmsford City, Biggleswade Town, Chesham United, Harlow Town en Cheshunt tekende hij in oktober 2020 voor Cambridge City. Medio 2022 verkaste Hitchcock naar Bedford Town.